# Alojzy Kot
Alojzy Kot (ur. 28 maja 1881 w Bytomiu, zm. 16 września 1939 w Podhajcach na Ukrainie) – polski działacz polityczny na Górnym Śląsku, poseł na Sejm I i II kadencji w II RP z ramienia Narodowej Partii Robotniczej oraz na Sejm Śląski IV kadencji. Wicemarszałek Sejmu Śląskiego w latach 1935-1939.

## Życiorys
Ukończył szkołę powszechną w Bytomiu.
W 1900 roku został członkiem Związku Wzajemnej Pomocy Chrześcijańskich Robotników Górnośląskich. W 1909 roku związał się z Zjednoczeniem Zawodowym Polskim. Był sekretarzem Związku Górników, członkiem Głównej Komisji Rewizyjnej, sekretarzem okręgu górnośląskiego, członkiem Rady Naczelnej i przewodniczącym Okręgu Śląskiego, a następnie w latach 1929-1939 sekretarzem generalny Związku Górników. Był współorganizatorem i członkiem zarządu Okręgowego Polskiego Towarzystwa Gminastycznego „Sokół” na Śląsku. Był współzałożycielem Międzynarodowej Federacji Chrześcijańskich Górników w Brukseli.
W listopadzie 1918 roku organizował rady ludowe w powiecie bytomskim. Był delegatem do Polskiego Sejmu Dzielnicowego w Poznaniu. Od 1919 roku był współpracownikiem dwóch międzysojuszniczych komisji: do zbadania zbrodni Grenzschutzu na Śląsku i plebiscytowo-rządowej w Opolu. Był członkiem Rady Miejskiej w Bytomiu. W latach 1921–1922 ekspert strony polskiej ds. gospodarczych w Lidze Narodów. 
Jeden z założycieli i czołowy działacz Narodowej Partii Robotniczej. W 1924 roku uzyskał mandat jako zastępca posła na liście nr 7 (NPR) w okręgu wyborczym nr 39 (Katowice) po śmierci poprzednika Stanisława Piechy. Zasiadał w komisjach: ochrony pracy i przemysłowo-handlowej. W 1928 roku odnowił mandat w tym samym okręgu. Po zakończeniu kadencji zbliżył się do kręgów sanacyjnych. W 1935 roku został wybrany do Sejmu Śląskiego z list prosanacyjnego Narodowo-Chrześcijańskiego Zjednoczenia Pracy. W Sejmie do końca kadencji pełnił funkcję wicemarszałka. W latach 1937–1938 był członkiem prezydium i przewodniczącym zarządu obwodowego Obozu Zjednoczenia Narodowego w Katowicach.
Tuż przed wybuchem II wojny światowej wywiózł do Podhajec archiwum Związku Górników ZZP. Tam też zmarł 16 września 1939 roku.

## Życie prywatne
Był synem krawca Jana i Berty z domu Meinert. W 1905 roku ożenił się z Gertrudą Sobotą. Mieli córkę Lubomirę i synów: Kazimierza oraz Władysława.

## Ordery i odznaczenia
- Krzyż Kawalerski Orderu Odrodzenia Polski (2 maja 1923)[2][3]
- Złoty Krzyż Zasługi[1]